# Sabine Hack
Pour les articles homonymes, voir Hack (homonymie).
Sabine Hack (née le 12 juillet 1969 à Ulm) est une joueuse de tennis allemande, professionnelle du milieu des années 1980 à 1997.
En 1994, elle a joué les quarts de finale à Roland-Garros (battue par Conchita Martínez), sa meilleure performance en simple dans une épreuve du Grand Chelem.
Sabine Hack a remporté cinq titres WTA pendant sa carrière, dont quatre en simple.

## Palmarès

### Titres en simple dames
| No | Date       | Nom et lieu du tournoi             | Catégorie | Dotation  | Surface      | Finaliste         | Score         |          |
| -- | ---------- | ---------------------------------- | --------- | --------- | ------------ | ----------------- | ------------- | -------- |
| 1  | 02-12-1991 | Nivea Cup, São Paulo               | Tier V    | 75 000 $  | Terre (ext.) | Veronika Martinek | 6-3, 7-5      | Parcours |
| 2  | 25-10-1993 | Bancesa Classic, Curitiba          | Tier IV   | 100 000 $ | Terre (ext.) | Florencia Labat   | 6-2, 6-0      | Parcours |
| 3  | 21-03-1994 | Virginia Slims of Houston, Houston | Tier II   | 400 000 $ | Terre (ext.) | Mary Pierce       | 7-5, 6-4      | Parcours |
| 4  | 02-01-1995 | Danamon Indonesia Open, Jakarta    | Tier III  | 161 250 $ | Dur (ext.)   | Irina Spîrlea     | 2-6, 7-6, 6-4 | Parcours |

### Finales en simple dames
| No | Date       | Nom et lieu du tournoi             | Catégorie | Dotation  | Surface      | Vainqueure        | Score    |          |
| -- | ---------- | ---------------------------------- | --------- | --------- | ------------ | ----------------- | -------- | -------- |
| 1  | 24-07-1989 | Volvo Open, Båstad                 | Tier V    | 75 000 $  | Terre (ext.) | Katerina Maleeva  | 6-1, 6-3 | Parcours |
| 2  | 22-03-1993 | Virginia Slims of Houston, Houston | Tier II   | 375 000 $ | Terre (ext.) | Conchita Martínez | 6-3, 6-2 | Parcours |
| 3  | 10-07-1995 | Torneo Internazionale, Palerme     | Tier IV   | 107 500 $ | Terre (ext.) | Irina Spîrlea     | 7-6, 6-2 | Parcours |
| 4  | 15-07-1996 | Torneo Internationale, Palerme     | Tier IV   | 107 500 $ | Terre (ext.) | Barbara Schett    | 6-3, 6-3 | Parcours |

### Titre en double dames
| No | Date       | Nom et lieu du tournoi   | Catégorie | Dotation  | Surface      | Partenaire        | Finalistes                        | Score    |          |
| -- | ---------- | ------------------------ | --------- | --------- | ------------ | ----------------- | --------------------------------- | -------- | -------- |
| 1  | 25-10-1993 | Bancesa Classic Curitiba | Tier IV   | 100 000 $ | Terre (ext.) | Veronika Martinek | Claudia Chabalgoity Andrea Vieira | 6-2, 7-6 | Parcours |

### Finale en double dames
| No | Date       | Nom et lieu du tournoi | Catégorie | Dotation | Surface      | Vainqueures                  | Partenaire   | Score    |          |
| -- | ---------- | ---------------------- | --------- | -------- | ------------ | ---------------------------- | ------------ | -------- | -------- |
| 1  | 01-08-1988 | Athen Greece Athènes   | Tier V    | 75 000 $ | Terre (ext.) | Sabrina Goleš Judith Wiesner | Silke Frankl | 7-5, 6-0 | Parcours |

## Parcours en Grand Chelem

### En simple dames
| Année | Open d'Australie | Open d'Australie  | Internationaux de France | Internationaux de France | Wimbledon       | Wimbledon       | US Open         | US Open            |
| ----- | ---------------- | ----------------- | ------------------------ | ------------------------ | --------------- | --------------- | --------------- | ------------------ |
| 1988  | -                | -                 | 1er tour (1/64)          | Wiltrud Probst           | -               | -               | -               | -                  |
| 1989  | -                | -                 | 1er tour (1/64)          | Sandra Wasserman         | -               | -               | -               | -                  |
| 1990  | -                | -                 | 2e tour (1/32)           | Nathalie Tauziat         | -               | -               | 1er tour (1/64) | Elna Reinach       |
| 1991  | 1er tour (1/64)  | Monica Seles      | 2e tour (1/32)           | Mary Joe Fernández       | -               | -               | 1er tour (1/64) | Barbara Paulus     |
| 1992  | 3e tour (1/16)   | Amy Frazier       | 4e tour (1/8)            | Natasha Zvereva          | 2e tour (1/32)  | Yayuk Basuki    | 3e tour (1/16)  | Gigi Fernández     |
| 1993  | 2e tour (1/32)   | Natasha Zvereva   | 3e tour (1/16)           | Iva Majoli               | 1er tour (1/64) | Zina Garrison   | 3e tour (1/16)  | Manuela Maleeva    |
| 1994  | 4e tour (1/8)    | Manuela Maleeva   | 1/4 de finale            | Conchita Martínez        | 1er tour (1/64) | Florencia Labat | 1er tour (1/64) | Gigi Fernández     |
| 1995  | 1er tour (1/64)  | Audra Keller      | 1er tour (1/64)          | Conchita Martínez        | -               | -               | 2e tour (1/32)  | Mary Joe Fernández |
| 1996  | 2e tour (1/32)   | Amanda Coetzer    | 1er tour (1/64)          | Tatjana Ječmenica        | -               | -               | 1er tour (1/64) | Cristina Torrens   |
| 1997  | 1er tour (1/64)  | Noëlle van Lottum | -                        | -                        | -               | -               | -               | -                  |

À droite du résultat, l’ultime adversaire.

### En double dames
| Année | Open d'Australie             | Open d'Australie          | Internationaux de France     | Internationaux de France  | Wimbledon | Wimbledon | US Open                     | US Open                   |
| ----- | ---------------------------- | ------------------------- | ---------------------------- | ------------------------- | --------- | --------- | --------------------------- | ------------------------- |
| 1991  | 2e tour (1/16) Akemi Nishiya | K. Godridge K. Sharpe     | 1er tour (1/32) Heidi Sprung | Silvia Farina K. Godridge | -         | -         | -                           | -                         |
| 1992  | 1er tour (1/32) Silke Meier  | S. Appelmans I. Demongeot | -                            | -                         | -         | -         | -                           | -                         |
| 1994  | -                            | -                         | 1er tour (1/32) C. Schneider | N. Bradtke Elna Reinach   | -         | -         | 1er tour (1/32) V. Martinek | Sandra Cacic Julie Steven |
| 1995  | 2e tour (1/16) L. Pleming    | Debbie Graham S. Stafford | -                            | -                         | -         | -         | -                           | -                         |

Sous le résultat, la partenaire ; à droite, l’ultime équipe adverse.

## Parcours aux Masters

### En simple dames
| # | Date       | Nom de l'édition                      | ($)       | Surface         | Résultat       | Ultime adversaire | Score    |          |
| - | ---------- | ------------------------------------- | --------- | --------------- | -------------- | ----------------- | -------- | -------- |
| 1 | 14/11/1994 | Virginia Slims Championships New York | 3 500 000 | Moquette (int.) | 1er tour (1/8) | Kimiko Date       | 6-3, 6-0 | Parcours |

## Parcours en Coupe de la Fédération
| #                                                                          | Date       | Lieu                | Surface      | Gagnante(s)                    | Perdante(s)                   | Score         |          |
|                                                                            |            |                     |              |                                |                               |               |          |
| 1992 - 1er tour (groupe mondial) - Allemagne - Nouvelle-Zélande - 3 : 0    |            |                     |              |                                |                               |               |          |
| 1                                                                          | 13/07/1992 | Francfort           | Terre (ext.) | Sabine Hack Barbara Rittner    | Julie Richardson Amanda Trail | 5-7, 6-3, 6-2 | Parcours |
|                                                                            |            |                     |              |                                |                               |               |          |
| 1992 - 2e tour (groupe mondial) - Allemagne - Pays-Bas - 2 : 1             |            |                     |              |                                |                               |               |          |
| 2                                                                          | 15/07/1992 | Francfort           | Terre (ext.) | Nicole Jagerman Miriam Oremans | Sabine Hack Barbara Rittner   | 2-6, 7-5, 6-4 | Parcours |
|                                                                            |            |                     |              |                                |                               |               |          |
| 1992 - 1/2 finale (groupe mondial) - Allemagne - États-Unis - 2 : 1        |            |                     |              |                                |                               |               |          |
| 3                                                                          | 18/07/1992 | Francfort           | Terre (ext.) | Debbie Graham Pam Shriver      | Sabine Hack Barbara Rittner   | 6-2, 6-2      | Parcours |
|                                                                            |            |                     |              |                                |                               |               |          |
| 1993 - Barrage (groupe mondial I) - Allemagne - Autriche - 2 : 1           |            |                     |              |                                |                               |               |          |
| 4                                                                          | 21/07/1993 | Francfort           | Terre (ext.) | Sabine Hack                    | Judith Wiesner                | 6-2, 6-1      | Parcours |
| 4                                                                          | 21/07/1993 | Francfort           | Terre (ext.) | Sandra Dopfer Petra Ritter     | Sabine Hack Barbara Rittner   | Forfait       | Parcours |
|                                                                            |            |                     |              |                                |                               |               |          |
| 1994 - 1er tour (groupe mondial) - Allemagne - Colombie - 3 : 0            |            |                     |              |                                |                               |               |          |
| 5                                                                          | 18/07/1994 | Francfort           | Terre (ext.) | Sabine Hack                    | Cecilia Hincapie              | 6-1, 6-0      | Parcours |
|                                                                            |            |                     |              |                                |                               |               |          |
| 1994 - 2e tour (groupe mondial) - Allemagne - Slovaquie - 2 : 1            |            |                     |              |                                |                               |               |          |
| 6                                                                          | 20/07/1994 | Francfort           | Terre (ext.) | Sabine Hack                    | Radka Zrubáková               | 6-2, 4-6, 6-3 | Parcours |
|                                                                            |            |                     |              |                                |                               |               |          |
| 1994 - 1/4 de finale (groupe mondial) - Allemagne - Afrique du Sud - 3 : 0 |            |                     |              |                                |                               |               |          |
| 7                                                                          | 22/07/1994 | Francfort           | Terre (ext.) | Sabine Hack                    | Elna Reinach                  | 6-3, 6-4      | Parcours |
|                                                                            |            |                     |              |                                |                               |               |          |
| 1994 - 1/2 finale (groupe mondial) - Allemagne - Espagne - 1 : 2           |            |                     |              |                                |                               |               |          |
| 8                                                                          | 23/07/1994 | Francfort           | Terre (ext.) | Sabine Hack                    | Conchita Martínez             | 2-6, 7-5, 6-4 | Parcours |
|                                                                            |            |                     |              |                                |                               |               |          |
| 1995 - 1/4 de finale (groupe mondial) - Allemagne - Japon - 4 : 1          |            |                     |              |                                |                               |               |          |
| 9                                                                          | 22/04/1995 | Fribourg-en-Brisgau | Terre (ext.) | Sabine Hack                    | Mana Endo                     | 6-4, 7-65     | Parcours |
|                                                                            |            |                     |              |                                |                               |               |          |
| 1995 - 1/2 finale (groupe mondial) - Espagne - Allemagne - 3 : 2           |            |                     |              |                                |                               |               |          |
| 10                                                                         | 22/07/1995 | Santander           | Terre (ext.) | Sabine Hack                    | Arantxa Sánchez               | 6-4, 6-2      | Parcours |
| 10                                                                         | 22/07/1995 | Santander           | Terre (ext.) | Conchita Martínez              | Sabine Hack                   | 6-0, 6-0      | Parcours |
|                                                                            |            |                     |              |                                |                               |               |          |
| 1996 - Barrage (groupe mondial I) - Autriche - Allemagne - 1 : 4           |            |                     |              |                                |                               |               |          |
| 11                                                                         | 13/07/1996 | Pörtschach          | Terre (ext.) | Barbara Schett Melanie Schnell | Sabine Hack Christina Singer  | 6-3, 6-4      | Parcours |

## Classements WTA en fin de saison

### En simple
| Année | 1985 | 1986 | 1987 | 1988 | 1989 | 1990 | 1991 | 1992 | 1993 | 1994 | 1995 | 1996 | 1997 |
| Rang  | 187  | 219  | 246  | 141  | 74   | 45   | 90   | 35   | 24   | 19   | 40   | 43   | 521  |

Source : (en) « Classements de Sabine Hack », sur le site officiel du WTA Tour

### En double
| Année | 1986 | 1987 | 1988 | 1989 | 1990 | 1991 | 1992 | 1993 | 1994 | 1995 |
| Rang  | 202  | 312  | 162  | 190  | 216  | 137  | 290  | 181  | 168  | 205  |

Source : (en) « Classements de Sabine Hack », sur le site officiel du WTA Tour